# Hibbertia stellaris
Hibbertia stellaris är en tvåhjärtbladig växtart som beskrevs av Stephan Ladislaus Endlicher. Hibbertia stellaris ingår i släktet Hibbertia och familjen Dilleniaceae. Inga underarter finns listade i Catalogue of Life.

## Bildgalleri

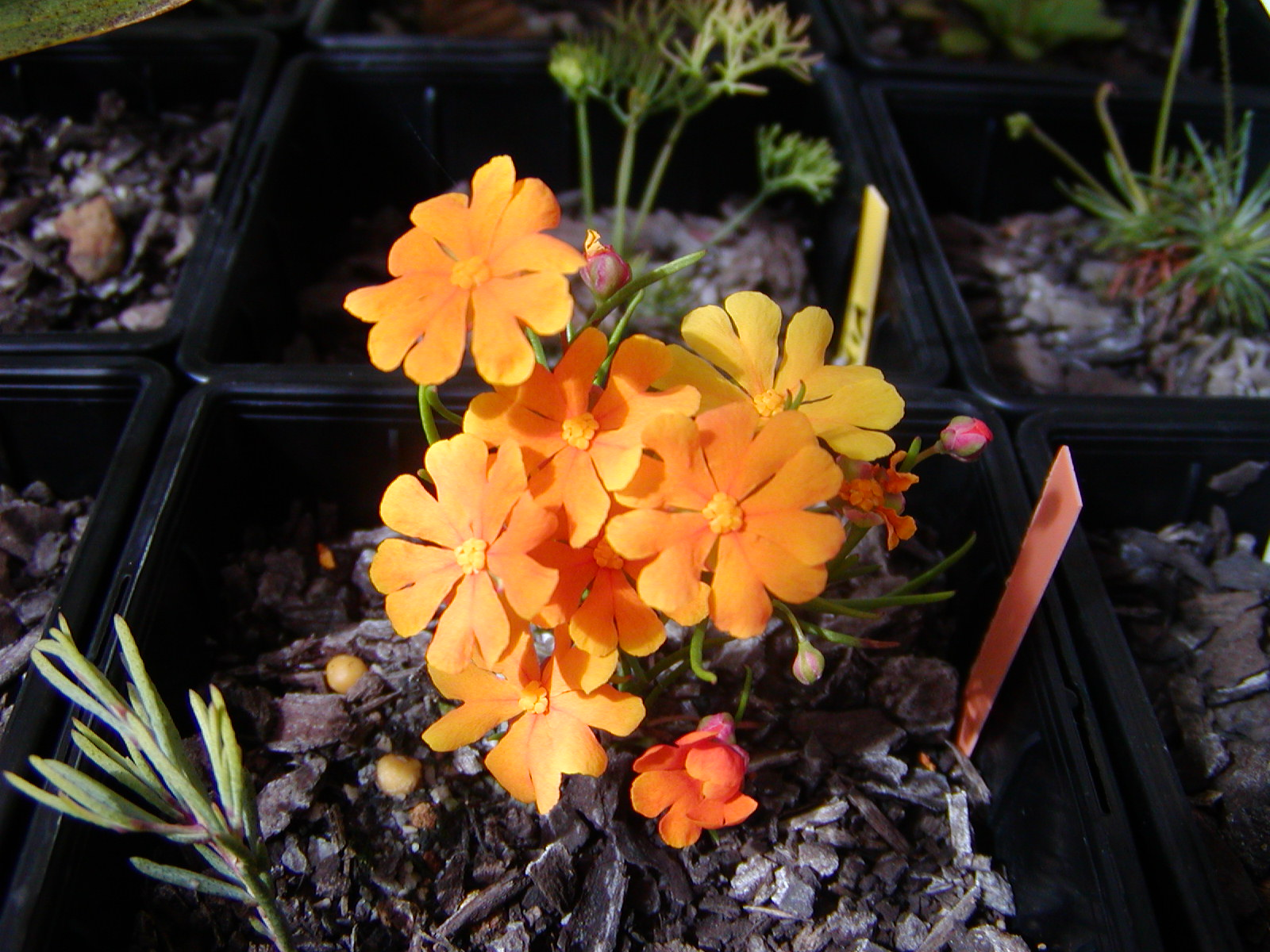